# Christoph Halper
Christoph Halper (* 21. Mai 1998 in Oberwart) ist ein österreichischer Fußballspieler.

## Karriere

### Verein
Halper begann seine Karriere beim ASK Oberdorf. Im Jänner 2014 wechselte er zum Regionalligisten SV Stegersbach. Im März 2014 debütierte er für Stegersbach in der Regionalliga, als er am 17. Spieltag der Saison 2013/14 gegen den ATSV Ober-Grafendorf in der 74. Minute für Georg Krenn eingewechselt wurde. Bis Saisonende kam Halper zu acht Regionalligaeinsätzen für Stegersbach.
Zur Saison 2014/15 wechselte er in die Akademie des FC Red Bull Salzburg, in der er zwei Jahre lang spielte. Nach zwei Jahren bei Salzburg wechselte er zur Saison 2016/17 zu den viertklassigen Amateuren der SV Mattersburg. Sein erstes Spiel für diese in der Landesliga absolvierte er im August 2016 gegen den SV Eberau. Im selben Monat erzielte er bei einem 3:0-Sieg gegen den ASK Horitschon seinen ersten Treffer für Mattersburg II. Nachdem er in seiner ersten Saison bei den Mattersburgern mit den Amateuren zwar Meister geworden war, in der Relegation um den Aufstieg allerdings scheiterte, stieg er mit dem Verein 2018 als erneuter Meister direkt auf.
Im August 2018 erzielte Halper bei einer 3:1-Niederlage gegen den Wiener Sport-Club seinen ersten Treffer in der dritthöchsten Spielklasse. Bis zur Winterpause der Saison 2018/19 kam Halper zu 16 Einsätzen, in denen er neun Tore erzielte. Im Februar 2019 debütierte er bei seinem Kaderdebüt für die Profis in der Bundesliga, als er am 19. Spieltag jener Saison gegen den SK Sturm Graz in der 81. Minute für Andreas Gruber eingewechselt wurde. Der Verein stellte nach der Saison 2019/20 den Spielbetrieb ein.
Daraufhin wechselte er zur Saison 2020/21 zum SKN St. Pölten, bei dem er einen bis Juni 2022 laufenden Vertrag erhielt. Für den SKN kam er in jener Spielzeit zu 18 Bundesligaeinsätzen. Mit den Niederösterreichern stieg er zu Saisonende aus der Bundesliga ab, dennoch verlängerte er im Juni 2021 seinen aufgrund des Abstiegs ungültig gewordenen Vertrag wieder bis 2022. In der 2. Liga war er beim SKN allerdings zumeist nur Reservist, bis zur Winterpause kam er siebenmal zum Einsatz. Im Jänner 2022 wechselte er innerhalb der Liga zum SV Lafnitz. Für Lafnitz absolvierte er insgesamt 36 Zweitligapartien.
Zur Saison 2023/24 zog er weiter innerhalb der Liga zum DSV Leoben. Für Leoben machte er 18 Zweitligaspiele, bei denen er zumeist nur kurz als Ersatzspieler auf dem Spielfeld war. Dem Team wurde nach Saisonende die Zulassung für die 2. Liga entzogen, woraufhin Halper zur Saison 2024/25 zum Regionalligisten SV Oberwart wechselte. Bis zur Winterpause 2024/25 war er in lediglich drei Meisterschaftsspielen in der Regionalliga Ost eingesetzt worden.

### Nationalmannschaft
Im September 2019 debütierte Halper gegen Albanien für die österreichische U-21-Auswahl.

## Trainerkarriere
Seit seinem Wechsel zum SV Oberwart im Sommer 2024 ist Halper im dortigen Nachwuchsbereich als Trainer tätig. Zwischenzeitlich fungierte er im Jahre 2024 auch für wenige Monate als Co-Trainer der Herrenmannschaft seines Ausbildungsvereins, dem ASK Oberdorf.

## Erfolge
mit der SV Mattersburg II
- 2× Meister der Landesliga Burgenland: 2016/17 und 2017/18

## Familie
Sein Cousin Patrick Farkas (* 1992) war ein langjähriger Profifußballspieler und österreichischer Juniorennationalspieler, der mittlerweile (Stand: 2024) seine aktive Karriere im Amateurfußball ausklingen lässt.